# Hackelia hintoniorum
Hackelia hintoniorum är en strävbladig växtart som först beskrevs av Billie Lee Turner, och fick sitt nu gällande namn av Sutor och Yacute. Hackelia hintoniorum ingår i släktet Hackelia och familjen strävbladiga växter. Inga underarter finns listade i Catalogue of Life.